# Cappa magna

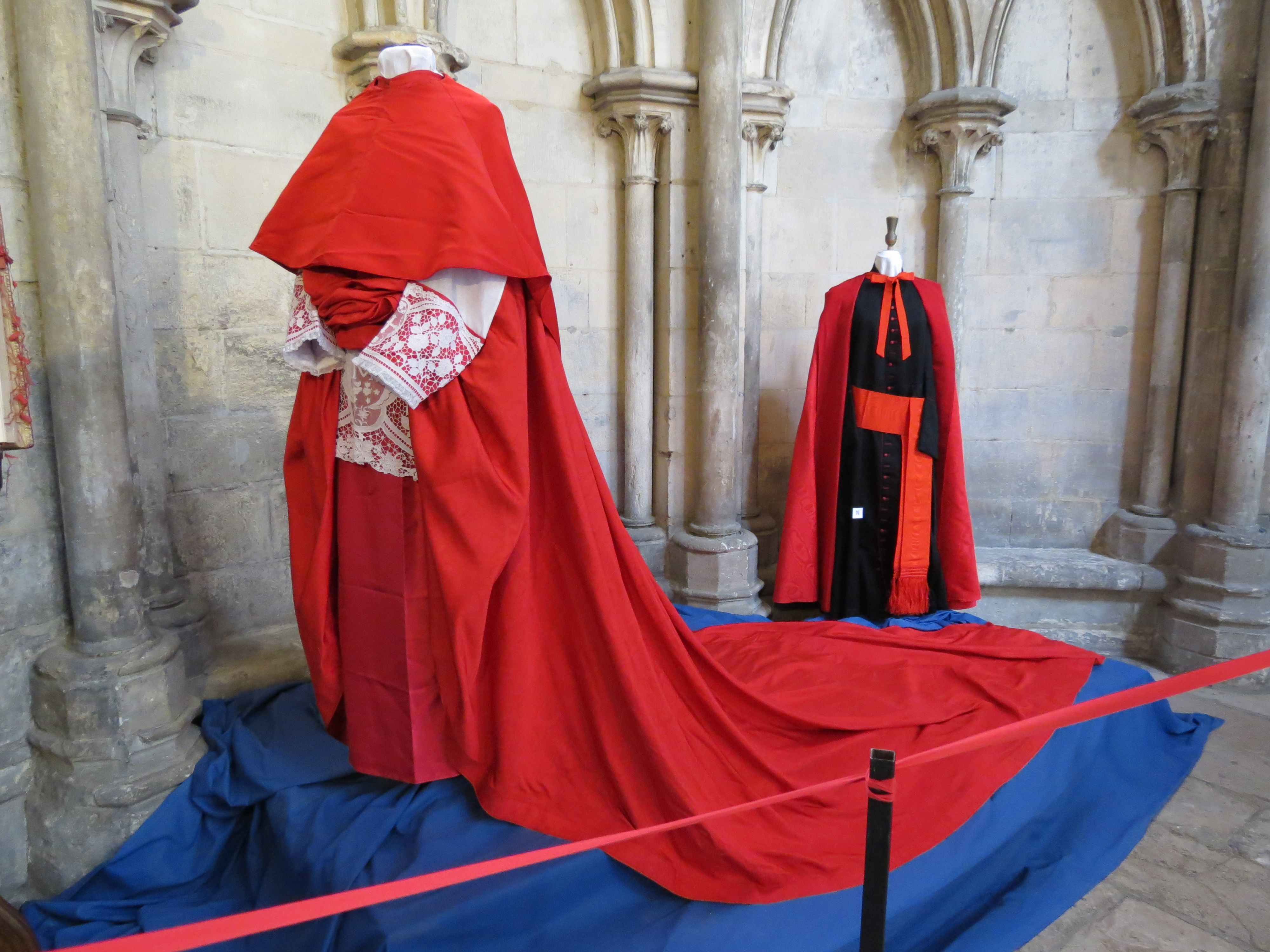
Po lewej: kardynalska cappa magna, po prawej: sutanna kardynalska

Cappa magna – wersja letnia i zimowa

Cappa magna (łac. cappa, ae- nakrycie; magna- wielkie) – ozdobna kapa noszona przez papieża, kardynałów, biskupów i innych dostojników kościelnych, podczas najbardziej uroczystych ceremonii liturgicznych. Ma formę płaszcza z kapturem, zapinanym pod szyją klamrą, wielometrowym trenem oraz pelerynką okrywającą ramiona; z gronostajowego futra w zimie i jedwabną – w lecie.
Z noszeniem cappa magna wiąże się kilka reguł. Wielometrowy tren wymaga asysty osoby podtrzymującej. Gdy dostojnik klęczy, cappa powinna zakrywać z przodu klęcznik lub faldistorium, a gdy siedzi – układa się ją tak, by zakryła osobę w całości.